# Карбанова, Ивана
Ивана Карбанова (чеш. Ivana Karbanová; род. 17 августа 1944) — чешская киноактриса, известная как исполнительница одной из главных ролей в фильме Веры Хитиловой «Маргаритки».
Работала продавщицей шляпок, когда Хитилова в 1965 году увидела её в кафе и пригласила на главную роль. По воспоминаниям другой звезды «Маргариток» Йитки Церговой, Карбанова медленнее неё входила в роль, но в итоге справлялась. Кинокритик Джош Ларсен сравнивает созданный Карбановой образ с проказливым фольклорным эльфом-пэком, отмечая, что её героиня «проплывает по фильму, словно сдуваемая ветром».
В 1966—1967 гг. снялась в небольших ролях ещё в нескольких фильмах чехословацкой новой волны.

## Фильмография
- 1966 — Маргаритки / Sedmikrásky (реж. Вера Хитилова) — Мари II (блондинка)
- 1966 — Мученики любви / Mucednici lasky (реж. Ян Немец) — девушка в ночном клубе
- 1966 — Кутёж / Flám (реж. Мирослав Губачек) — девушка
- 1967 — Брак как необходимость / Svatba jako řemen (реж. Иржи Крейчик) — гостья на свадьбе
- 1967 — Договор с дьяволом / Zmluva s diablom (реж. Йозеф Захар) — Марцела Павелкова
- 1967 — Пансион для неженатых / Pension pro svobodné pány (реж. Иржи Крейчик) — мадемуазель